# Ожійов Костянтин Петрович
Костянтин Ожійов (нар. 15 березня 1996, м. Суми) — український легкоатлет, який спеціалізується в бігу на короткі та середні дистанції, чемпіон національних першостей в естафетних дисциплінах.

## Життєпис
Народився 15 березня 1996 року в Сумах. Навчався в Сумському державному університеті, за який виступав на легкоатлетичних змаганнях, зокрема, на 14-й Літній Універсіаді України з легкої атлетики здобув бронзову медаль в бігу на 800 метрів.
На національних змаганнях представляє Сумську область. З 2019 по 2021 року вигравав золоті медалі чемпіонатів України в Ужгороді, Луцьку та Сумах в естафетах на дистанціях 4 х 400 та 4 х 800 м.
Є арбітром в УПЛ. Обслуговує матчі Чемпіонату U-19 України з футболу на посаді асистента арбітра.
З початком повномасштабного вторгнення Росії до України приєднався до ЗСУ, проходить службу в Сумах.